# Tricia O’Neil

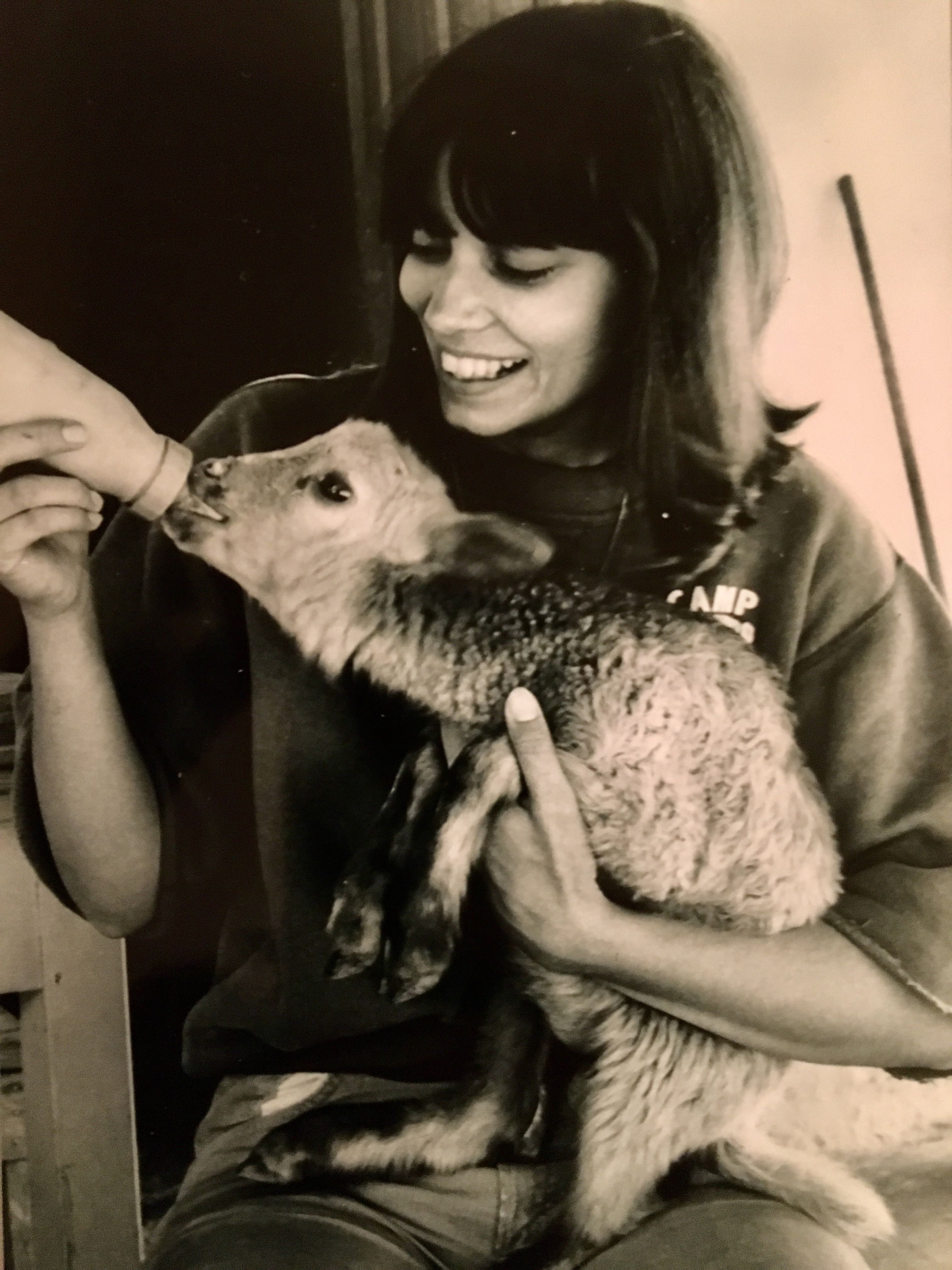
Tricia O’Neil (1967)

Tricia O’Neil (auch: Tricia O’Neill, * 11. März 1945 in Shreveport, Louisiana) ist eine US-amerikanische Schauspielerin.

## Leben
O’Neil war Model, bevor sie ihre Schauspielkarriere in der Fernsehwerbung und in Fernsehserien wie Das A-Team, Hart aber herzlich, Ein Colt für alle Fälle, Trio mit vier Fäusten und Airwolf begann. Bekannt wurde sie außerdem durch mehrere Rollen in den Science-Fiction-Welten von Star Trek und Babylon 5.
1970 erhielt sie den für herausragende Debütleistungen an New Yorker Bühnen vergebenen Theatre World Award für ihren Auftritt im Musical Two by Two mit Danny Kaye.

## Filmografie
Serien
- 1976: Serpico (Serpico)
- 1978: Columbo: Mord per Telefon (How to Dial a Murder)
- 1979: Hawaii Fünf-Null (Hawaii Five-O, zwei Folgen)
- 1980: Drei Engel für Charlie (Charlie's Angels, Folge: Auch Engel brauchen Hilfe)
- 1982: Hart aber herzlich (Hart to Hart, Folge: Kartenspiele)
- 1982/1983: Ein Colt für alle Fälle (The Fall Guy, zwei Folgen)
- 1983: Hardcastle & McCormick (Hardcastle and McCormick, Folge: McCormick alias Slattery)
- 1983/1984: Das A-Team (The A-Team, zwei Folgen)
- 1983/1988: Simon & Simon (Simon & Simon, zwei Folgen)
- 1984: Trio mit vier Fäusten (Riptide)
- 1984/1991: Dallas (zwei Folgen)
- 1984–1991: Mord ist ihr Hobby (Murder, She Wrote, fünf Folgen)
- 1985: Airwolf (Airwolf)
- 1986: Der Denver-Clan (Dynasty, zwei Folgen)
- 1987: MacGyver (eine Folge)
- 1987: Hunter (eine Folge)
- 1987: Mike Hammer (Mickey Spillane’s Mike Hammer, eine Folge)
- 1989: L.A. Law – Staranwälte, Tricks, Prozesse (L.A. Law, eine Folge)
- 1989–1994: Matlock (drei Folgen)
- 1990/1993: Raumschiff Enterprise – Das nächste Jahrhundert (Star Trek: The Next Generation, zwei Folgen)
- 1991: Jake und McCabe – Durch dick und dünn (Jake and the Fatman, eine Folge)
- 1994: Star Trek: Deep Space Nine (eine Folge)
- 1994: Babylon 5 (eine Folge)
- 1997: Diagnose: Mord (Diagnosis Murder, eine Folge)
- 1998: Beverly Hills, 90210 (zwei Folgen)
- 2001: JAG – Im Auftrag der Ehre (JAG, zwei Folgen)

Filme
- 1976: Die verrückteste Rallye der Welt (The Gumball Rally)
- 1980: Brave New World (Fernsehfilm)
- 1981: Piranha 2 – Fliegende Killer (Piranha Part Two: The Spawning)
- 1991: Ted and Venus
- 1992: Gengis Khan
- 1997: Titanic
- 1998: Babylon 5: Der erste Schritt (Babylon 5: In the Beginning, Fernsehfilm)
- 1998: Gia – Preis der Schönheit (Gia, Fernsehfilm)